# Meridiano 76 W
O meridiano 76 W é um meridiano que, partindo do Polo Norte, atravessa o Oceano Ártico, América do Norte, Oceano Atlântico, Mar do Caribe, Panamá, América do Sul, Oceano Pacífico, Oceano Antártico, Antártida e chega ao Polo Sul. Forma um círculo máximo com o Meridiano 104 E.
Começando no Polo Norte, o meridiano 76º Oeste tem os seguintes cruzamentos:
| País, território ou mar | Notas |
| ----------------------- | --- |
| Oceano Ártico           | |
| Canadá                  | Ilha Ellesmere, Nunavut                                                                                       |
| Baía de Baffin          | Passa a leste da Ilha Bylot, Nunavut, Canadá                                                                  |
| Canadá                  | Ilha de Baffin, Nunavut                                                                                       |
| Bacia de Foxe           | |
| Canadá                  | Nunavut - Península de Baird, Ilha de Baffin                                                                  |
| Bacia de Foxe           | |
| Canadá                  | Nunavut - Ilha do Príncipe Carlos                                                                             |
| Bacia de Foxe           | |
| Canadá                  | Nunavut - Península de Foxe, Ilha de Baffin                                                                   |
| Estreito de Hudson      | |
| Canadá                  | Quebec Ontário - passa a oeste de Ottawa                                                                      |
| Estados Unidos          | Nova Iorque Pensilvânia Maryland                                                                              |
| Baía de Chesapeake      | |
| Estados Unidos          | Maryland - Ilha Smith                                                                                         |
| Baía de Chesapeake      | |
| Estados Unidos          | Virgínia - Ilha Tangier                                                                                       |
| Baía de Chesapeake      | |
| Estados Unidos          | Virgínia - extremo da Península Delmarva                                                                      |
| Baía de Chesapeake      | |
| Estados Unidos          | Virgínia Carolina do Norte                                                                                    |
| Albemarle Sound         | |
| Estados Unidos          | Carolina do Norte                                                                                             |
| Pamlico Sound           | |
| Estados Unidos          | Carolina do Norte - Ilha Ocracoke                                                                             |
| Oceano Atlântico        | Passa a leste da ilha Eleuthera, Bahamas · Passa a oeste da ilha Half Moon Cay (Little San Salvador), Bahamas |
| Bahamas                 | Ilha Exuma |
| Oceano Atlântico        | Passa a oeste das Jumentos Cays, Bahamas                                                                      |
| Cuba                    | |
| Mar das Caraíbas        | Passa a leste da Jamaica                                                                                      |
| Colômbia                | |
| Equador                 | |
| Peru                    | |
| Oceano Pacífico         | |
| Oceano Antártico        | |
| Antártida               | Território reclamado pelo Reino Unido (Território Antártico Britânico) · e pelo Chile (Antártida Chilena)     |
| Oceano Antártico        | |
| Antártida               | Território reclamado pelo Reino Unido (Território Antártico Britânico) · e pelo Chile (Antártida Chilena)     |